# Szifon

A szifon működésének elméleti ábrázolása

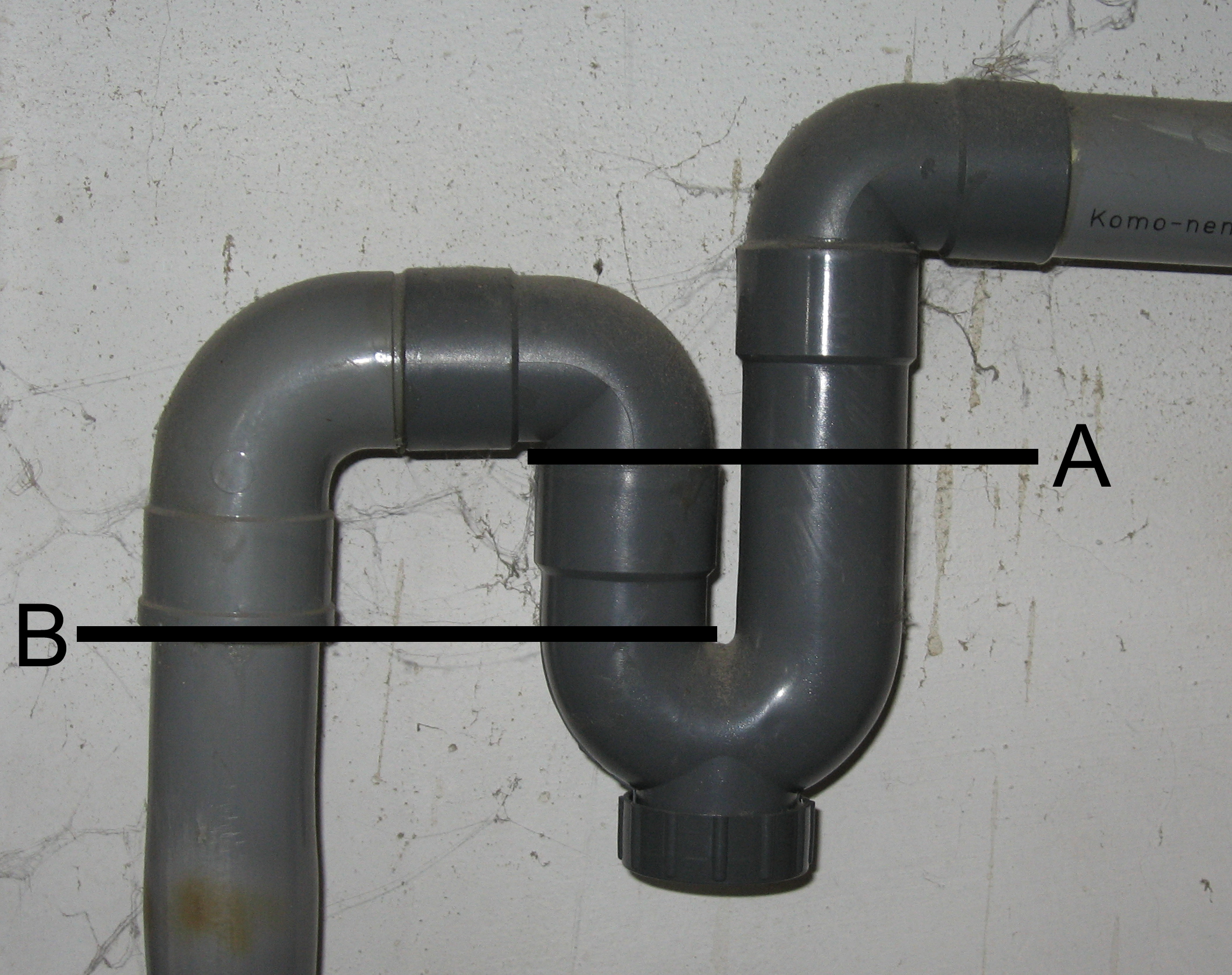
Háztartásban lévő szennyvíz szifon

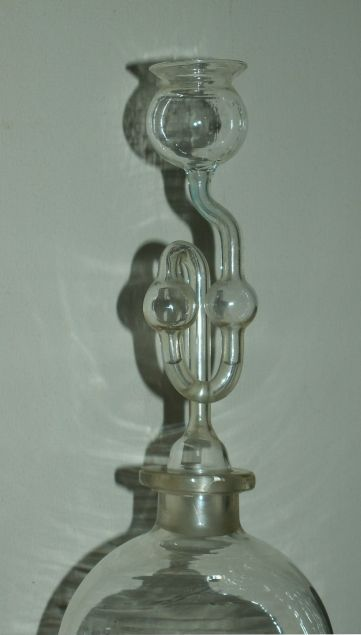
Laboratóriumban használt szifon

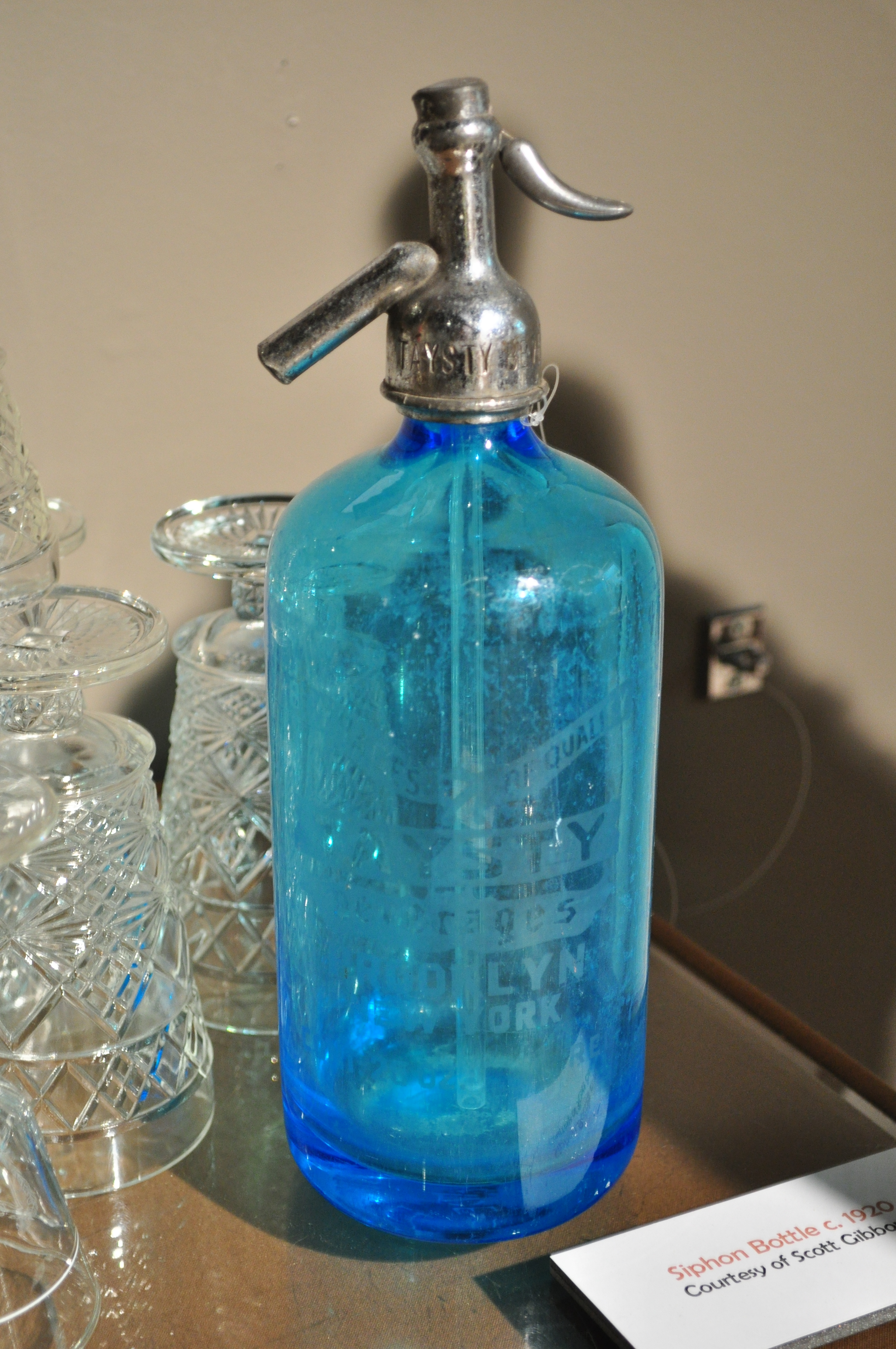
hagyományos szódásszifon

Szifonnak nevezzük az olyan kétágú hajlított csövet, mellyel folyadékot lehet átmozgatni egy edényből egy másik, kisebb magasságban elhelyezett edénybe. Továbbá szifon az olyan kimeneti csővel ellátott folyadék tárolására alkalmas tartály, melyből a folyadék ürítését a tartályba beáramló gáz nyomása teszi lehetővé. Ilyen elven működik a jól ismert szódás- illetve habszifon, melyek háztartási alkalmazása széles körben elterjedt szódavíz, illetve tejszínhab előállítása céljából. Szifon névvel illetünk még minden olyan csöves állati szervet, mely folyadék szívására vagy kifújására szolgál. Gyakoriak az efféle szervek a puhatestűek és a rovarok törzsének tagjainál.
Szifonnak nevezik a vízzel kitöltött barlangjáratot is. Tréfásan szifon névvel szokták illetni az iPhone mobiltelefont is.

## Szódásszifon
A háztartásokban gyakran találkozunk szódavíz (szikvíz) készítésére használt szódásszifonnal. Ennek működéséhez szén-dioxidra van szükség, melyet kereskedelmi forgalomban lévő szén-dioxid patronokból lehet kinyerni. E patronokban uralkodó magas nyomású gáz a patronnak a szifon feji részén elhelyezkedő nyílásba való becsavarása során jut a szifon tartályi részébe. Ez a betágulási folyamat igen gyorsan játszódik le, ezért a patron fémes teste olyan mértékben lehűl, hogy fagyási sérüléseket okozhat a vele érintkező testrészeken, mely leggyakrabban a tenyeret jelenti. A becsavaráskor ezért a műanyag részét kell megfogni a patront körülvevő biztosító szerkezetnek.
A vastag szemüveget is szokták a szódásszifon talpához hasonlítani, mert az üveg tartályú szódásszifonok vastag falának köszönhetően nagy fokú optikai hasonlóság fedezhető fel a két tárgy között.

## Habszifon
A habszifon a szódásszifonhoz hasonló elven működik, azonban dinitrogén-oxidot tartalmazó habpatronokat használunk a folyadék állapotban vásárolható tejszín habosításához és kinyeréséhez. Napjainkban a gyárilag előállított, nem újratölthető tejszínhab tartályok visszaszorították a habszifon élelmezési célú alkalmazását. A rendszerváltás előtti években minden háztartás kelléke volt a rózsaszínre vagy zöldre fújt, fémtestű, fekete műanyagfejes, krómozott adagolókaros habszifon, manapság inkább kávézókban, büfékben találkozhatunk hasonló szifonokkal.